# Candor (Carolina del Norte)
Candor es un pueblo ubicado en el condado de Montgomery en el estado estadounidense de Carolina del Norte. En el año 2000 tenía una población de 825 habitantes y una densidad poblacional de 266,9 personas por km².

## Geografía
Candor se encuentra ubicado en las coordenadas 35°17′35″N 79°44′33″O / 35.29306, -79.74250.

## Demografía
Según la Oficina del Censo en 2000 los ingresos medios por hogar en la localidad eran de $37.917, y los ingresos medios por familia eran $42.000. Los hombres tenían unos ingresos medios de $27.031 frente a los $20.673 para las mujeres. La renta per cápita para la localidad era de $15.107. Alrededor del 8.3% de las familias y del 14.4% de la población estaban por debajo del umbral de pobreza.